# Jennifer Gutierrez
Jennifer Ann Gutierrez (San Anton, 27 april 1967) is een Amerikaans triatlete uit Greenwood Village. Ze nam eenmaal deel aan de Olympische Spelen, maar won bij die gelegenheid geen medailles.
Zijn beste prestatie boekte Gutierrez in 1999 door vierde te worden bij de Pan-Amerikaanse Spelen in Winnipeg. Het jaar erop nam zij mee aan de Olympische Zomerspelen van Sydney en behaalde een 13e plaats in een tijd van 2:03.38,48.
Momenteel werkt ze als lerares lichamelijke opvoeding.

## Belangrijke prestaties

### triatlon
- 1997: 13e WK olympische afstand in Perth - 2:03.14
- 1998: DNF WK olympische afstand
- 1999: 7e WK olympische afstand in Montreal - 1:57.05
- 1999: 4e Pan-Amerikaanse Spelen in Winnipeg - 2:00.57
- 2000: 13e Olympische Spelen van Sydney - 2:03.38,48
- 2000:  ITU wereldbekerwedstrijd in Toronto
- 2001: 34e WK olympische afstand in Edmonton - 2:07.17